# Kunitarō Suda
Kunitarō Suda (須田 国太郎, Suda Kunitarō) est un peintre  de paysages et d'animaux, japonais des XIXe et XXe siècles, né le 6 juin 1891 à Nakagyō-ku, ville de Kyoto et mort le 16 décembre 1961 dans cette même ville.

## Biographie
En 1916, il sort diplômé de l'École des Beaux-Arts de Kyoto et poursuit sa formation jusqu'en 1918 au Kansai Bijutsu-in Art Studio.
Il part alors en Espagne où, jusqu'en 1923, il étudie l'art du Greco, de Goya et du Tintoret.
En 1947, il entre à l'Académie japonaise des Beaux-Arts.
Il participe à d'importantes manifestations internationales :
en 1956, Biennale de Venise.
en 1964, Biennale de Tokyo et, Chefs-d'œuvre de l'Art japonais contemporain au Musée d'art moderne de Tokyo pour les Jeux Olympiques.
en 1959, il remporte le Grand Prix du journal Mainichi.
De son propre aveu, il est très marqué par son séjour en Espagne, mais ses compositions figuratives, à l'huile très souvent, restent très orientales dans leur esprit, que ce soit les paysages ou les animaux, particulièrement les aigles dans des tons sourds.
Parmi ses élèves figure Shin'ichi Sato.
Il meurt le 16 décembre 1961 à l'hôpital de l'Université de Kyoto (ja) (arrondissement de Sakyō-ku).